# Осинский, Лев Александрович
Лев Александрович Осинский (1924–2003) — советский цирковой артист-эквилибрист, выступавший на арене без одной руки после ампутации вследствие тяжёлого осколочного ранения, полученного в бою во время Великой Отечественной войны. Заслуженный артист РСФСР (1966).

## Биография
Родился 9 июля 1924 года в семье военного авиаинженера в  Оренбурге.
В 1937 году отца и мать арестовали, Лев вместе с младшим братом оказался в детском доме.
В 1938 году он стал учеником циркового борца и два года колесил с артистическими бригадами по сёлам и маленьким городам.
В 1940 году Осинский познакомился с артистами Волжанскими (режиссёр группы Владимир Александрович Волжанский) и перешел на постоянную работу в Государственный цирк — поступил артистом в номер «Лягушки».
В годы Великой Отечественной войны новобранцем был направлен в школу артиллеристов. Воевал в составе 562-го истребительного противотанкового артиллерийского полка наводчиком-артиллеристом противотанкового орудия. Под Тулой получил первое серьезное ранение, после которого вернулся в строй. Участник боёв на Курской дуге, был командиром орудия и комсоргом полка. Этим же летом 1943 года получил тяжелое ранение, вследствие которого потерял левую руку.
Проявив силу воли, в 1944 году снова вернулся в цирк, выступал на манеже в номере «Лесная идиллия».
В 1950 году Лев Осинский подготовил номер «Эквилибр на одной руке». В 1956 году был награждён Золотой медалью на 1-м Международном фестивале циркового искусства в Варшаве.
В 1978 году он покинул манеж, отдав цирковому искусству 40 лет, получив звание заслуженного артиста РСФСР.
Умер 17 августа 2003 года. Урна с прахом Осинского находится в колумбарии Ваганьковского кладбища.
Его дочь — Марина Осинская — тоже стала цирковой артисткой, выбрав профессию канатоходца.

## Память
В 1967 году вышел фильм, в основе которой история жизни циркового артиста, эквилибриста Льва Александровича Осинского: «Человек в зелёной перчатке». Это советский и первый безочковый стереоскопический фильм.
В 1976 году режиссёр Леонид Нечаев снял драматический телефильм «Эквилибрист» по мотивам повести Александра Аронова «Пассажир без билета», написанной на основе биографии Осинского. В картине рассказывается история циркового артиста, который, потеряв на фронте руку, вопреки всему сумел продолжить творческую карьеру. В главной роли снялся актёр Александр Соловьёв.
На Аллее звёзд российского цирка в Большом Московском государственном цирке есть и звезда Льва Осинского.

## Награды
- Орден Трудового Красного Знамени (9 октября 1958) — за большие заслуги в области советского циркового искусства[6]
- Орден Красной Звезды — за несколько подбитых танков в ходе Курской битвы.
- Орден Дружбы народов (14 февраля 1980) — за заслуги в развитии советского циркового искусства[7][8].
- Орден Отечественной войны I степени.
- Награждён медалями.
- Заслуженный артист РСФСР (8 августа 1966 года).